# Гетеросексуальність
Гетеросексуальність (гетеросексуалізм) (від грец. έτερος — інший та лат. sexus — стать) — романтичний потяг, сексуальний потяг або сексуальна поведінка між людьми протилежної статі. Як сексуальна орієнтація, гетеросексуальність є «стійкою моделлю емоційного, романтичного та/або сексуального потягу» до людей протилежної статі; це «також відноситься до почуття ідентичності людини, яке ґрунтується на цих потягах, пов'язаній з ними поведінці та приналежності до спільноти інших людей, які поділяють ці потяги».  Гетеросексуальну людину зазвичай називають гетеросексуалом, гетеросексуалкою або гетеро.
У біологічних науках, а також у сексології, гендерних дослідженнях та інших науках про людину гетеросексуальність — одна із трьох основних категорій, що визначає сексуальну орієнтацію. За визначенням Американської психологічної асоціації гетеросексуальність — найпоширеніший з різновидів норми у природному гетеросексуально-гомосексуальному континуумі, який представляє реальну поведінку вищих тварин та людини. Але проголошення гетеросексуальності єдино нормальним різновидом сексуальної поведінки вважається різновидом гетеросексизму.
Вчені не знають точної причини сексуальної орієнтації, але вони припускають, що це спричинено складною взаємодією генетичних, гормональних і середовищних впливів і не розглядають це як вибір. Хоча жодна теорія про причину сексуальної орієнтації ще не отримала широкої підтримки, вчені віддають перевагу біологічним теоріям. Існує значно більше доказів, що підтверджують несоціальні, біологічні причини сексуальної орієнтації, ніж соціальні, особливо для чоловіків.
Термін «гетеросексуальність» або «гетеросексуальність» зазвичай застосовують до людей, але гетеросексуальна поведінка спостерігається у всіх інших ссавців та інших тварин, оскільки це необхідно для статевого розмноження.

## Термінологія
Термін «гетеросексуальність» в близькому до сучасного значенні «потяг до протилежної статі» був вперше запропонований Ріхардом Крафт-Ебінгом в книзі «Статева психопатія» (1886). Крафт-Ебінг вважав, що гетеросексуальність є вродженим інстинктом, що має на меті продовження роду.
На рубежі 19-20 століть термін вживався і в значеннях, відмінних від сучасного. Так, в 1892 році чиказький психіатр Джеймс Кіернан позначив цим словом психічне відхилення — «психічний гермафродитизм» .
Гетеросексуальність — в широкому сенсі слова феномен людської сексуальності, який включає або може включати в себе гетеросексуальну орієнтацію, гетеросексуальну ідентичність і / або гетеросексуальні поведінку.
У вузькому сенсі слова гетеросексуальність — це одна з трьох типових сексуальних орієнтацій, яка визначається як емоційне, романтичне (платонічне), еротичне (чуттєве) або сексуальний потяг виключно до осіб протилежної статі. Більшість фахівців двома іншими сексуальними орієнтаціями називають гомосексуальність і бісексуальність (деякі дослідники також виділяють полісексуальність, пансексуальність).
Гетеросексуальна орієнтація властива більшості населення земної кулі.
Гетеросексуальність пов'язана з продовженням роду: вагінальний секс біологічно спрямований на зачаття.
Для позначення людей гетеросексуальної орієнтації використовується термін «гетеросексуал/ка», також вживається слово «натурал/ка» (від англ. Natural — природний, природний), але це слово вважається гомофобним, тому що всі орієнтація є натуральним. Застарілий вираз «нормальна орієнтація» має на увазі, що гетеросексуальні відносини є нормою, а їх альтернативи — відхиленнями від цієї норми. Сучасна наука розглядає всі три сексуальні орієнтації як нормальні й позитивні різновиди сексуальних орієнтацій людини. Система уявлень, згідно з якими гетеросексуальність розглядається як єдина природна і морально і соціально прийнятна форма сексуальності людини, називається гетеросексизмом, але слід зазначити, що саме наукові обговорення та дебати щодо безпеки для здоров'я все ще ведуться у науковій спільноті.

## Історія терміна

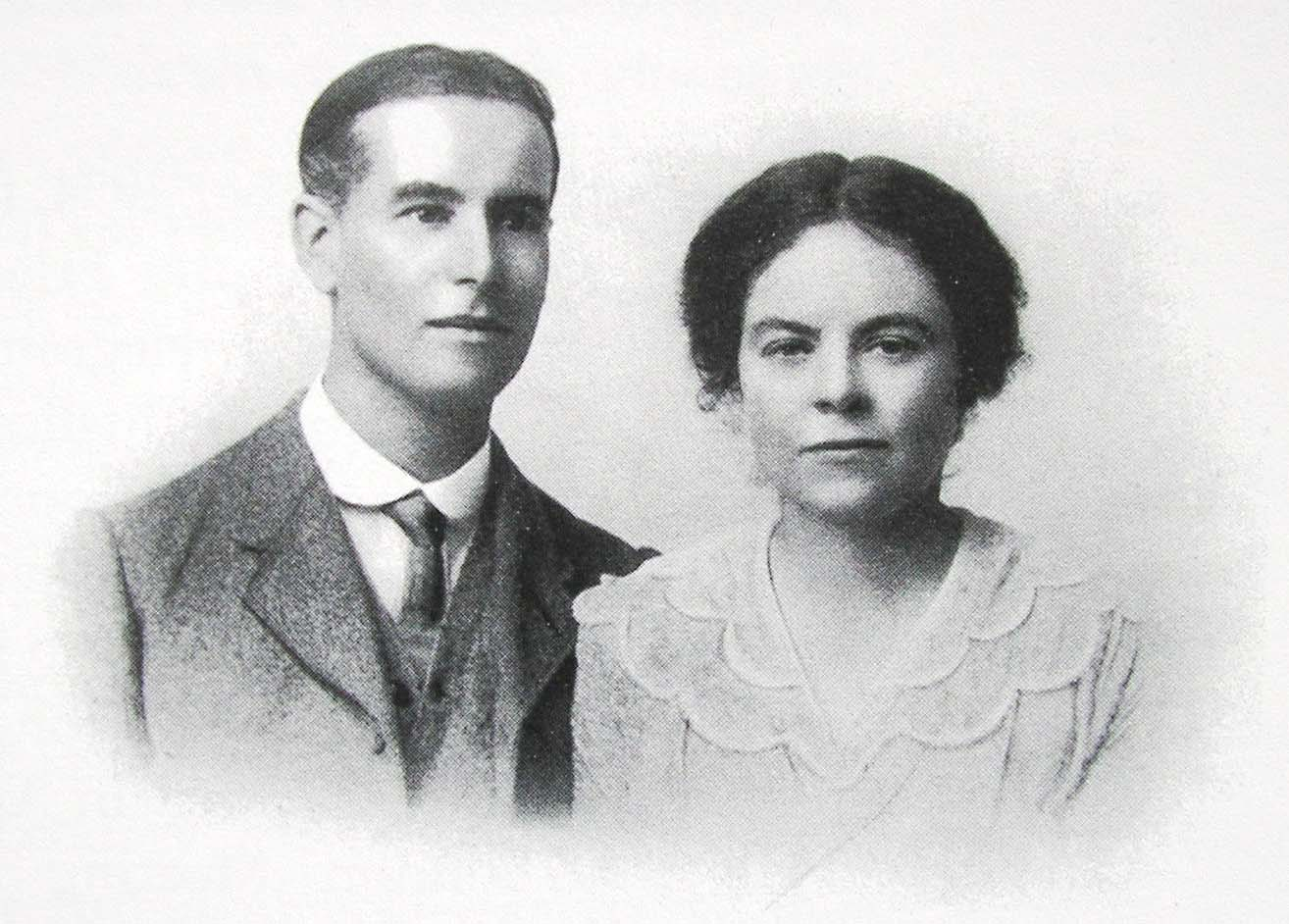
Гетеросексуальна пара

Гетеро- походить від грецького слова ἕτερος [héteros], що означає «інша сторона» або «інший», і використовується в науці як префікс, що означає «інший»; і латинське слово для позначення статі (тобто характерна стать або статева диференціація).
Уперше слово sex було використане в англійській мові 1382 року під час перекладу Латинської Біблії на англійську мову. У цьому знаменитому перекладі, виконаному Джоном Вікліфом, текст із Книги Буття 6:19, у якому йдеться про Ноїв ковчег, містив фразу «the maal sex and femaal». Тут слово "секс" вживалося в значенні "стать", "вид", "раса". До кінця XVIII століття слово sex в англійській мові вживалося в значенні відокремленої групи, зокрема секти, релігійної групи, партії, каста тощо. Лише у XVIII столітті значення цього слова звужується до процесу статевого розмноження.
Сучасне використання терміна «гетеросексуальний» сягає своїм корінням у ширшу традицію таксономії особистості XIX століття. На початку XIX століття з'являється слово "сексуальність", яке охоплює вже не тільки фізичні, а й емоційні прояви. Термін гетеросексуал був введений поряд зі словом гомосексуал Карлом Марією Кертбені в 1869 році. Ці терміни не були в обігу наприкінці XIX століття, але були знову введені Ріхардом фон Крафт-Ебінгом і Альбертом Моллем приблизно 1890 року. Термін «гетеросексуальність» у близькому до сучасного значенні «потяг до протилежної статі» був уперше запропонований Ріхардом Крафт-Ебінгом у книзі «Статева психопатія» (1886). Крафт-Ебінг вважав, що гетеросексуальність є вродженим інстинктом, що має на меті продовження роду.
На рубежі XIX-XX століть термін вживався і в значеннях, відмінних від сучасного. Так, у 1892 ріку чиказький психіатр Джеймс Кіернан позначив цим словом психічне відхилення - "психічний гермафродитизм".
Іменник увійшов у ширший вжиток з початку 1920-х років, але не увійшов у загальний вжиток до 1960-х років; розмовне скорочення "гетеро" засвідчено з 1933 року. Абстрактний іменник "гетеросексуальність" уперше зафіксовано 1900 року. Слово "гетеросексуал" було включено до нового міжнародного словника Мерріама-Вебстера 1923 року як медичний термін для позначення «хворобливої сексуальної пристрасті до однієї з протилежних статей». Однак 1934 року в другому виданні без скорочень воно визначається як "прояв сексуальної пристрасті до однієї з протилежних статей, нормальна сексуальність".

Прапор гетеросексуальності (варіант)

Гіпоніми гетеросексуального включають «гетерогнучкий».
Слово можна неофіційно скоротити до «гетеро». Термін «стрейт» виник як гей-сленговий термін середини ХХ століття для гетеросексуалів, зрештою походить від фрази «йти прямо» (як «прямий і вузький») або припинити участь у гомосексуальному сексі. Одним із перших використання слова таким чином було в 1941 році автором Г. В. Генрі. Книга Генрі стосувалася розмов із гомосексуальними чоловіками та використовувала цей термін стосовно людей, яких ідентифікували як колишніх геїв. Тепер це просто розмовний термін для «гетеросексуала», який з часом змінив основне значення. Дехто заперечує проти використання терміна «стрейт», оскільки він має на увазі, що негетеросексуальні люди є кривими.

## Демографія
У своєму огляді літератури 2016 року Bailey et al. заявили, що вони «очікують, що в усіх культурах переважна більшість людей сексуально схильні виключно до іншої статі (тобто гетеросексуальні)», і що немає переконливих доказів того, що демографічні показники сексуальної орієнтації сильно змінювалися в залежності від часу чи місця.
Гетеросексуальна активність тільки між одним чоловіком і однією жінкою є найбільш поширеним типом сексуальної активності. За кількома великими дослідженнями, від 89 % до 98 % людей мали тільки гетеросексуальні контакти протягом свого життя. Але цей відсоток падає до 79-84 %, коли повідомляється про одностатевий потяг і поведінку однієї або обох статей.
Дослідження 1992 року показало, що 93,9 % чоловіків у Великій Британії завжди мали гетеросексуальний досвід, у той час, як у Франції цей показник становив 95,9 %. Згідно з опитуванням 2008 року, 85 % британців мають тільки різностатеві сексуальні контакти, в той час, як тільки 94 % британців ідентифікують себе як гетеросексуальні. Аналогічно, опитування британського управління національної статистики (ONS) 2010 року показало, що 95 % британців ідентифікували себе як гетеросексуали, 1,5 % британців ідентифікували себе як гомосексуали або бісексуали, а останні 3,5 % дали розпливчастіші відповіді, як-от "не знаю", "інші", або не відповіли на запитання. У Сполучених Штатах, згідно зі звітом інституту Вільямса у квітні 2011 року, 96 % або приблизно 250 мільйонів дорослого населення є гетеросексуальним. 
Опитування Геллапа в жовтні 2012 року надало безпрецедентну демографічну інформацію про тих, хто ідентифікує себе як гетеросексуальні, дійшовши висновку, що 96,6 %, з похибкою ±1 %, усіх дорослих у США ідентифікують себе як гетеросексуальні. Результати Геллапа показують: 
| Вік/стать      | Гетеросексуальні | Не гетеросексуальні | Не знають/Відмовляються |
| -------------- | ---------------- | ------------------- | ----------------------- |
| 65+            | 91,5 %           | 1,9 %               | 6,5 %                   |
| 50-64          | 93,1 %           | 2,6 %               | 4,3 %                   |
| 30-49          | 93,6 %           | 3,2 %               | 3,2 %                   |
| 18-29, чоловік | 92,1 %           | 4,6 %               | 3,3 %                   |
| 18-29, жінка   | 88,0 %           | 8,3 %               | 3,8 %                   |
| 18-29          | 90,1 %           | 6,4 %               | 3,5 %                   |

В опитуванні 2015 року брало участь близько 1000 осіб зі США, де 89 % опитаних визначили себе як гетеросексуальні, 4 % як гомосексуальні (2 % гомосексуальних чоловіків і 2 % гомосексуальних жінок) і 4 % як бісексуальні (будь-якої статі). Бейлі та інші у своєму огляді за 2016 рік заявили, що в останніх західних опитуваннях близько 93 % чоловіків і 87 % жінок ідентифікують себе як повністю гетеросексуальні, а близько 4 % чоловіків і 10 % жінок - як здебільшого гетеросексуальні.

## Детермінанти гетеросексуальності

### Біологічні та екологічні
Жодного простого і єдиного детермінанта сексуальної орієнтації остаточно не доведено, але вчені вважають, що поєднання генетичних, гормональних і екологічних факторів визначає сексуальну орієнтацію. Вони віддають перевагу біологічним теоріям для пояснення причин сексуальної орієнтації оскільки існує значно більше доказів, що підтверджують несоціальні, біологічні причини, ніж соціальні, особливо для чоловіків.
Фактори, пов’язані з розвитком гетеросексуальної орієнтації, включають гени, внутрішньоутробні гормони, структуру мозку та їх взаємодію з навколишнім середовищем.

#### Пренатальні гормони

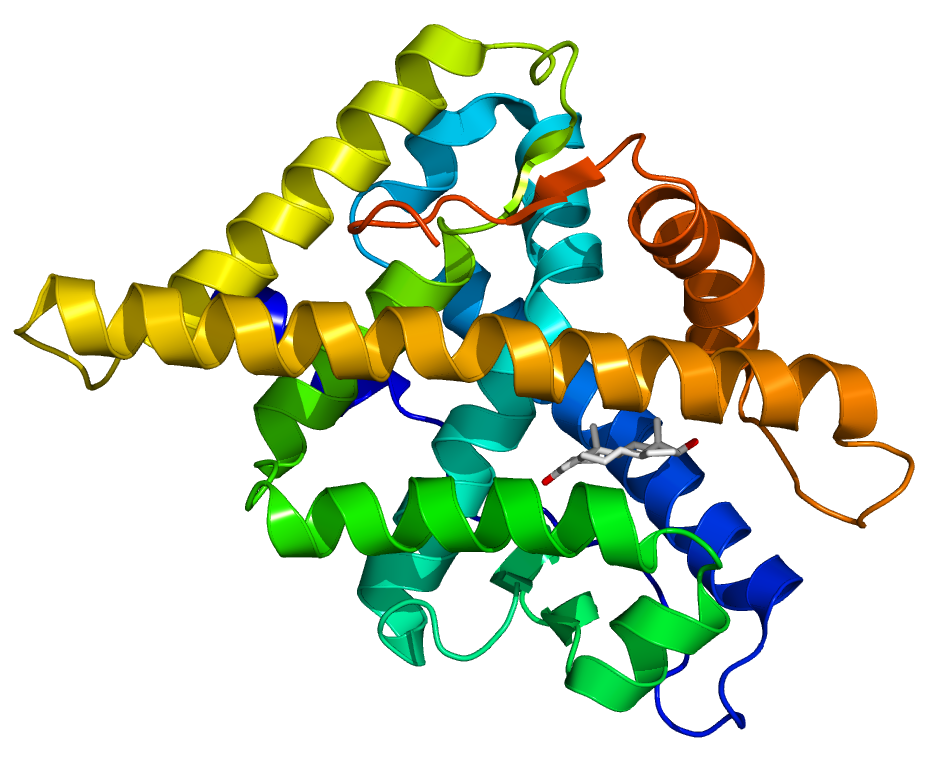
Андрогенний рецептор
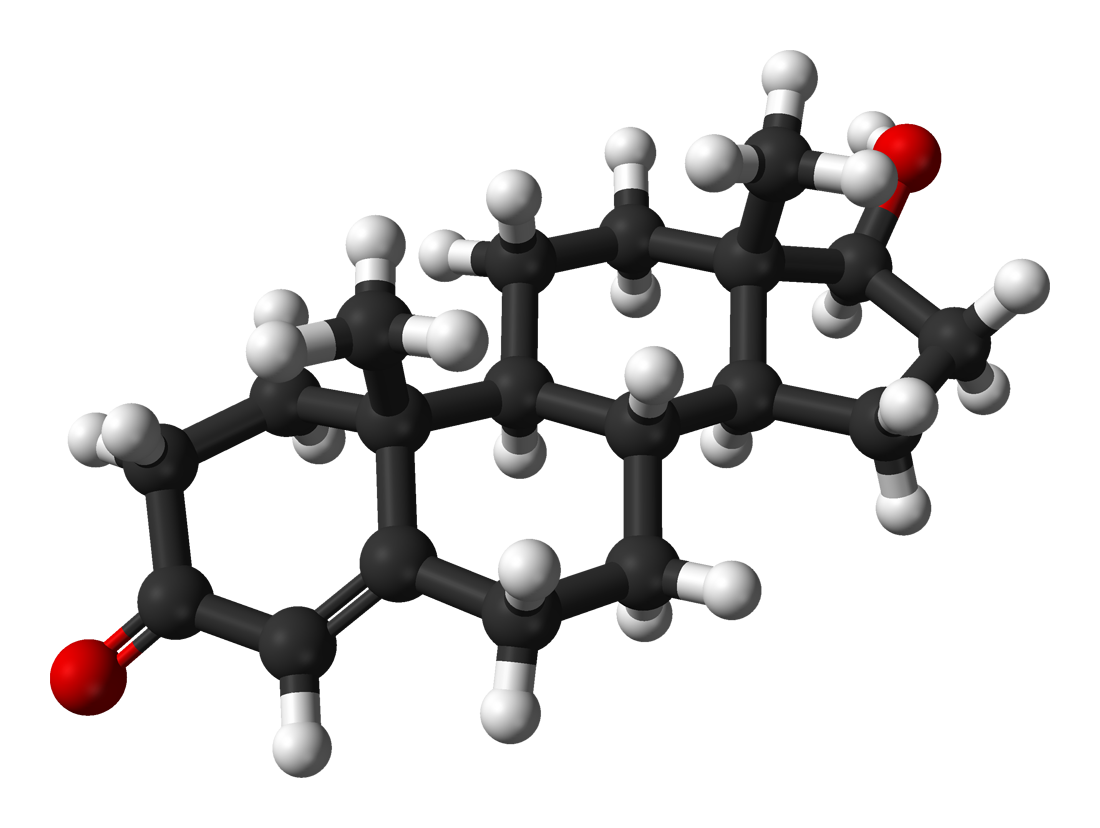
Тестостерон сприяє маскулінізації мозку
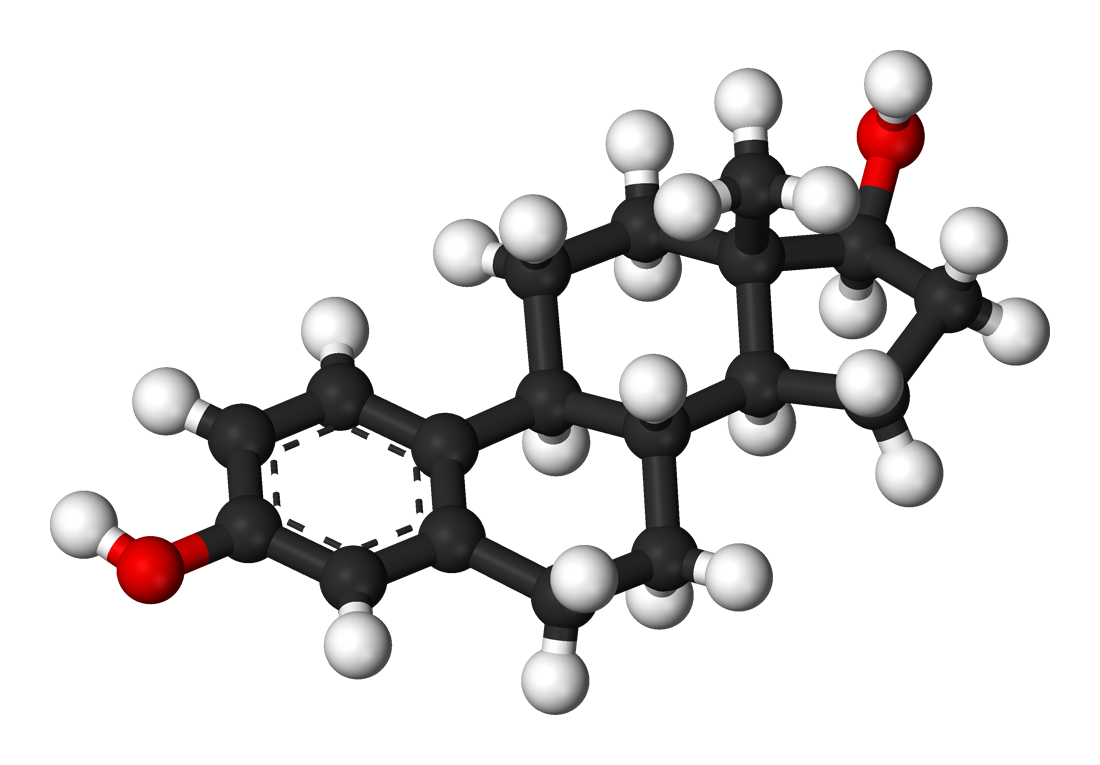
Естрадіол також стимулює андрогенні рецептори

Нейробіологія маскулінізації мозку досить добре вивчена. Естрадіол і тестостерон, які каталізуються ферментом 5α-редуктазою в дигідротестостерон, діють на андрогенні рецептори в мозку, щоб маскулінізувати його. Якщо андрогенних рецепторів мало (люди з синдромом нечутливості до андрогенів) або забагато андрогенів (жінки з вродженою гіперплазією надниркових залоз), можуть бути фізичні та психологічні наслідки. Було припущено, що як чоловіча, так і жіноча гетеросексуальність є результатом цього процесу. У цих дослідженнях гетеросексуальність у жінок пов’язана з нижчим рівнем маскулінізації, ніж у жінок-лесбійок, хоча, коли йдеться про чоловічу гетеросексуальність, є результати, що підтверджують як вищий, так і нижчий ступінь маскулінізації, ніж у гомосексуальних чоловіків.

#### Тварини і розмноження
Статеве розмноження у тваринному світі сприяє статева активність протилежної статі, хоча є також тварини, які розмножуються безстатевим шляхом, включаючи найпростіших і нижчих безхребетних.
Для репродуктивного сексу не потрібна гетеросексуальна орієнтація, оскільки сексуальна орієнтація зазвичай відноситься до довгострокової стійкої моделі сексуального та емоційного потягу, що часто призводить до довготривалих соціальних зв’язків, тоді як для розмноження для запліднення яйцеклітини потрібен лише один акт копуляції за допомогою сперми.

### Сексуальна плинність
Часто сексуальна орієнтація та сексуальна ідентичність не розрізняються, що може вплинути на точну оцінку сексуальної ідентичності та на те, чи може сексуальна орієнтація змінитися чи ні. Ідентичність сексуальної орієнтації може змінюватися протягом життя людини і може співпадати або не співпадати з біологічною статтю, сексуальною поведінкою чи фактичною сексуальною орієнтацією. Сексуальна орієнтація є стабільною та навряд чи зміниться для переважної більшості людей, але деякі дослідження показують, що деякі люди можуть змінити свою сексуальну орієнтацію, і це більш імовірно для жінок, ніж для чоловіків. Американська психологічна асоціація розрізняє сексуальну орієнтацію (вроджений потяг) і сексуальну орієнтацію (яка може змінитися в будь-який момент життя людини).
Дослідження 2012 року показало, що 2% вибірки з 2560 дорослих учасників та учасниць повідомили про зміну своєї сексуальної орієнтації через 10 років. У чоловіків зміни відбулися у 0,78% тих, хто ідентифікував себе як гетеросексуальний, 9,52% гомосексуалів і 47% бісексуалів. У жінок зміни відбулися у 1,36% гетеросексуалок, 63,6% лесбійок і 64,7% бісексуалок.
Дворічне дослідження, проведене Лізою М. Даймонд на вибірці з 80 негетеросексуальних дівчат-підлітків (віком 16–23 роки), показало, що половина учасниць змінювали ідентичність сексуальних меншин більше одного разу, третина з них протягом 2-х років спостереження. Даймонд зробила висновок, що «хоча сексуальний потяг виглядає досить стабільним, сексуальна ідентичність і поведінка більш мінливі».
Гетеролабільність — це форма сексуальної орієнтації або ситуативної сексуальної поведінки, що характеризується мінімальною гомосексуальною активністю в іншому випадку переважно гетеросексуальної орієнтації, що вважається відмінністю від бісексуальності. Вона була охарактеризована як «переважно прямий».

### Зусилля щодо зміни сексуальної орієнтації
Зусилля щодо зміни сексуальної орієнтації — це методи, спрямовані на зміну сексуальної орієнтації, які використовуються для спроби перетворити гомосексуальних і бісексуальних людей на гетеросексуальних. Вчені та спеціалісти з психічного здоров’я не вірять, що сексуальна орієнтація є вибором. Немає жодних наукових досліджень, які б зробили висновок про ефективність спроб змінити сексуальну орієнтацію.

## Суспільство і культура
Гетеросексуальна пара, чоловік і жінка в інтимних стосунках, утворюють ядро нуклеарної сім'ї. Багато суспільств протягом історії наполягали на тому, щоб шлюб був укладений до того, як пара заспокоїться, але дотримання цього правила або дотримання його суттєво відрізнялося.

### Символізм

Символ гетеросексуальності

Гетеросексуальна символіка бере свій початок від найдавніших артефактів людства, з гендерними символами, ритуальними зображеннями родючості та первісним мистецтвом. Пізніше це знайшло вираження в символіці обрядів родючості та політеїстичного культу, який часто включав зображення людських репродуктивних органів, як-от лінгам в індуїзмі. Сучасні символи гетеросексуальності в суспільствах, що походять від європейських традицій, все ще посилаються на символи, що використовуються в цих стародавніх віруваннях. Одним із таких зображень є поєднання символу Марса, римського бога війни, як остаточного чоловічого символу мужності, і Венери, римської богині кохання та краси, як остаточного жіночого символу жіночності. Символ Юнікоду для цього комбінованого символу – ⚤ (U+26A4).

### Історичні погляди
Не було потреби вигадувати такий термін, як «гетеросексуальність», доки не з’явилися терміни, з якими його можна порівнювати та протиставляти. Джонатан Нед Кац датує визначення гетеросексуальності, як воно використовується сьогодні, кінцем ХІХ століття. За словами Каца, у вікторіанську епоху секс розглядався як засіб для досягнення відтворення, а стосунки між статями не вважалися відверто сексуальними. Тіло вважалося інструментом для продовження роду: «Людська енергія, яка розглядалася як замкнута й суворо обмежена система, мала використовуватися для народження дітей і роботи, а не витрачатися на лібідозні задоволення».
Кац стверджує, що сучасні ідеї сексуальності та еротизму почали розвиватися в Америці та Німеччині наприкінці ХІХ століття. Зміна економіки та «перетворення сім’ї від виробника до споживача» призвели до зміни цінностей. Вікторіанська трудова етика змінилася, задоволення стало цінуватися вище, і це дозволило змінити уявлення про людську сексуальність. Споживча культура створила ринок для еротики, задоволення стало товаром. У той же час лікарі почали набувати більшої влади та впливу. Вони розробили медичну модель «нормального кохання», за яким здорові чоловіки та жінки насолоджувалися сексом як частиною «нового ідеалу стосунків між чоловіком і жінкою, який включав... суттєву, необхідну, нормальну еротику». Ця модель також мала відповідника, «вікторіанського сексуального збоченця», кожного, хто не відповідав нормам. Базова протилежність статей була основою нормального здорового сексуального потягу. «Увага, приділена сексуальним аномаліям, породила потребу назвати сексуальну норму, щоб краще відрізнити середньостатистичного його та її від девіантного». Створення терміна «гетеросексуальність» консолідувало соціальне існування попереднього гетеросексуального досвіду та створювало відчуття забезпеченої та підтвердженої нормальності в ньому.

### Релігійні погляди
Юдейсько-християнська традиція має кілька віршів, пов’язаних з гетеросексуальністю. У книзі Буття сказано, що Бог створив жінок, тому що «недобре бути чоловікові самому; Я зроблю йому помічницю, відповідну йому», і що «тому чоловік покине батька свого та матір свою, і пристане до своєї жінки, і стануть вони одним тілом».
Здебільшого релігійні традиції у світі зберігають шлюби лише з гетеросексуальними союзами, але є винятки, включаючи певні буддистські та індуїстські традиції, деяких квакерів, реформістську і Консервативні єврейські громади.
Майже всі релігії вважають, що секс між чоловіком і жінкою в шлюбі дозволений, але є деякі, які вважають це гріхом. Ці релігії схильні розглядати всі статеві стосунки як гріховні та пропагують целібат. Деякі релігії вимагають целібату для певних ролей, наприклад, католицьких священиків; однак католицька церква також вважає гетеросексуальні шлюби священними та необхідними.

### Гетеронормативність і гетеросексизм

Це зображення часто використовується на футболках Straight Pride

Гетеронормативність позначає або пов’язана з світоглядом, який пропагує гетеросексуальність як нормальну або бажану сексуальну орієнтацію для людей. Він може призначати гендерні ролі чоловікам і жінкам. Термін був популяризований 1991 року Майклом Ворнером.
Феміністка Едрієнн Річ стверджує, що примусова гетеросексуальність, постійне і повторюване повторне підтвердження гетеросексуальних норм, є аспектом гетеросексизму. Примусова гетеросексуальність — це ідея, згідно з якою жіноча гетеросексуальність приймається та нав’язується патріархальним суспільством. Тоді гетеросексуальність розглядається як природна схильність або обов'язок обох статей. Отже, будь-яка особа, яка відрізняється від нормальної гетеросексуальності, вважається девіантною або огидною.
Гетеросексизм - це форма упередженості або дискримінації на користь сексуальності та стосунків протилежної статі. Це може включати припущення, що кожна людина є гетеросексуальною, і може включати різні види дискримінації геїв, лесбійок, бісексуальних та асексуальних людей.
Стрейт-прайд — це гасло, яке виникло наприкінці 1980-х і на початку 1990-х років і використовувалося переважно соціальними консервативними групами як політична позиція та стратегія. Термін описується як відповідь на гей-прайд, прийнятий різними ЛГБТ- групами на початку 1970-х років, або на пристосування, надане гей-прайдам.

## Зовнішні посилання
- Цитати за темою Гетеросексуальність у Вікіцитатах
- Вікісховище має мультимедійні дані за темою: Гетеросексуальність
- Визначення терміна «гетеросексуальність» у Вікісловнику

- Keel, Robert O., Heterosexual Deviance. (Goode, 1994, chapter 8, and Chapter 9, 6th edition, 2001.) Sociology of Deviant Behavior: FS 2003, University of Missouri–St. Louis.
- Coleman, Thomas F., What's Wrong with Excluding Heterosexual Couples from Domestic Partner Benefits Programs? Unmarried America, American Association for Single People.